# Seznam dílů seriálu Kriminálka Paříž
Toto je seznam dílů seriálu Kriminálka Paříž.

## Přehled řad
| Řada | Díly | Premiéra         | Premiéra        | Premiéra v ČR      | Premiéra v ČR      |
| Řada | Díly | První díl        | Poslední díl    | První díl          | Poslední díl       |
| ---- | ---- | ---------------- | --------------- | ------------------ | ------------------ |
| 1    | 8    | 12. ledna 2006   | 2. února 2006   | 6. ledna 2011      | 24. února 2011     |
| 2    | 12   | 11. ledna 2007   | 29. března 2007 | 3. března 2011     | 19. května 2011    |
| 3    | 10   | 24. ledna 2008   | 21. února 2008  | 26. května 2011    | 28. července 2011  |
| 4    | 16   | 4. září 2008     | 16. dubna 2009  | 4. srpna 2011      | 15. listopadu 2011 |
| 5    | 16   | 15. října 2009   | 29. dubna 2010  | 22. listopadu 2011 | 19. března 2012    |
| 6    | 10   | 9. prosince 2010 | 26. května 2011 | 19. července 2013  | 27. září 2013      |
| 7    | 8    | 16. února 2012   | 8. března 2012  | 4. října 2013      | 22. listopadu 2013 |
| 8    | 12   | 10. ledna 2013   | 21. února 2013  | 29. listopadu 2013 | 28. února 2014     |
| 9    | 8    | 30. ledna 2014   | 20. února 2014  | 20. ledna 2016     | 16. února 2016     |

## Seznam dílů

### První řada (2006)
| Č. v seriálu | Č. v řadě | Původní název                    | Český název            | Režie                                            | Scénář                                                                 | Premiéra na TF1 | Premiéra na ČT |
| ------------ | --------- | -------------------------------- | ---------------------- | ------------------------------------------------ | ---------------------------------------------------------------------- | --------------- | -------------- |
| 1            | 1         | Une vie brisée                   | Zmařený život          | Laurence Katrian                                 | Stéphane Kaminka                                                       | 12. ledna 2006  | 6. ledna 2011  |
| 2            | 2         | Père en détresse                 | Zoufalý otec           | Laurence Katrian                                 | Yann Le Nivet                                                          | 12. ledna 2006  | 13. ledna 2011 |
| 3            | 3         | Un nid de vipères                | Hnízdo zmijí           | Laurence Katrian                                 | Yves Ramonet                                                           | 19. ledna 2006  | 20. ledna 2011 |
| 4            | 4         | Beauté fragile                   | Křehká krása           | Laurence Katrian                                 | Stéphane Kaminka, Chloe Marçais                                        | 19. ledna 2006  | 27. ledna 2011 |
| 5            | 5         | Un homme à la dérive, 1re partie | Ztracená existence 1/2 | Laurence Katrian                                 | Fabienne Facco, Armelle Robert                                         | 26. ledna 2006  | 3. února 2011  |
| 6            | 6         | Un homme à la dérive, 2e partie  | Ztracená existence 2/2 | Laurence Katrian                                 | Olivier Marvaud                                                        | 26. ledna 2006  | 10. února 2011 |
| 7            | 7         | Belle de nuit                    | Nocenka                | Fabienne Facco, Armelle Robert, Stéphane Kaminka | Barbara Petronio, Leonardo Valenti, Massimo Bavastro, Stéphane Kaminka | 2. února 2006   | 17. února 2011 |
| 8            | 8         | Puzzle                           | Skládačka              | Fabienne Facco, Armelle Robert, Stéphane Kaminka | Fabienne Facco, Armelle Robert, Stéphane Kaminka                       | 2. února 2006   | 24. února 2011 |

### Druhá řada (2007)
| Č. v seriálu | Č. v řadě | Původní název                     | Český název              | Režie               | Scénář                                                                   | Premiéra na TF1 | Premiéra na ČT  |
| ------------ | --------- | --------------------------------- | ------------------------ | ------------------- | ------------------------------------------------------------------------ | --------------- | --------------- |
| 9            | 1         | Rencontres                        | Seznamka                 | Dominique Tabuteau  | Barbara Petronio, Leonardo Valenti, Stéphane Kaminka                     | 11. ledna 2007  | 3. března 2011  |
| 10           | 2         | Un point de non retour            | Odkud není návratu       | Dominique Tabuteau  | Francesco Balletta, Barbara Petronio, Leonardo Valenti, Stéphane Kaminka | 11. ledna 2007  | 10. března 2011 |
| 11           | 3         | Le Cercle des initiés, 1re partie | Kroužek zasvěcených 1/2  | Dominique Tabuteau  | Armelle Robert, Fabienne Facco                                           | 18. ledna 2007  | 17. března 2011 |
| 12           | 4         | Le Cercle des initiés, 2e partie  | Kroužek zasvěcených 2/2  | Dominique Tabuteau  | Armelle Robert, Fabienne Facco                                           | 18. ledna 2007  | 24. března 2011 |
| 13           | 5         | Preuve d'amour                    | Důkaz lásky              | Klaus Biedermann    | Laurent Vivier                                                           | 8. března 2007  | 31. března 2011 |
| 14           | 6         | Cœurs à vif                       | Zlomené srdce            | Klaus Biedermann    | Krystel Mudry, Sébastien Vitoux, Laurent Vivier                          | 8. března 2007  | 7. dubna 2011   |
| 15           | 7         | Apparences trompeuses             | Zdání klame              | Klaus Biedermann    | Leonardo Valenti, Barbara Petronio                                       | 15. března 2007 | 14. dubna 2011  |
| 16           | 8         | Dépendances                       | Závislost                | Klaus Biedermann    | Stéphane Kaminka, Armelle Robert, Fabienne Facco a Laurent Vivier        | 15. března 2007 | 21. dubna 2011  |
| 17           | 9         | La Rançon de la vie               | Tak už to v životě chodí | Christophe Douchand | Stanislas Carré de Malberg a Stéphane Kaminka                            | 22. března 2007 | 28. dubna 2011  |
| 18           | 10        | L'Ombre d'un doute                | Stín pochybnosti         | Christophe Douchand | Adila Bennedjai-Zou                                                      | 22. března 2007 | 5. května 2011  |
| 19           | 11        | Vertiges                          | Závrať                   | Christophe Douchand | Sébastien Vitoux                                                         | 29. března 2007 | 12. května 2011 |
| 20           | 12        | Voyance                           | Jasnovidec               | Christophe Douchand | Laurent Vivier                                                           | 29. března 2007 | 19. května 2011 |

### Třetí řada (2008)
| Č. v seriálu | Č. v řadě | Původní název        | Český název     | Režie               | Scénář                                                          | Premiéra na TF1 | Premiéra na ČT    |
| ------------ | --------- | -------------------- | --------------- | ------------------- | --------------------------------------------------------------- | --------------- | ----------------- |
| 21           | 1         | La Piste aux étoiles | Cesta k hvězdám | Christophe Douchand | Émilie Clamart-Marsollat, Quoc Dang Tran, Laurent Vivier        | 24. ledna 2008  | 26. května 2011   |
| 22           | 2         | Meurtres aveugles    | I slepí vraždí  | Christophe Douchand | Benjamin Dupont-Jubien, Catherine Guillot-Bonte, Laurent Vivier | 31. ledna 2008  | 2. června 2011    |
| 23           | 3         | Faute de goût        | Ztráta chuti    | Christophe Douchand | Émilie Clamart-Marsollat, Quoc Dang Tran, Laurent Vivier        | 24. ledna 2008  | 9. června 2011    |
| 24           | 4         | Fanatique            | Fanatik         | Klaus Biedermann    | Laurent Vivier                                                  | 7. února 2008   | 16. června 2011   |
| 25           | 5         | Cloaca Maxima        | Cloaca maxima   | Klaus Biedermann    | Manon Dillys, Philippe Perret                                   | 31. ledna 2008  | 23. června 2011   |
| 26           | 6         | Tirs croisés         | Křížová palba   | Klaus Biedermann    | Kristel Mudry, Sébastien Vitoux, Laurent Vivier                 | 14. února 2008  | 30. června 2011   |
| 27           | 7         | Jugement dernier     | Poslední soud   | Gilles Béhat        | Stanislas Carré de Malberg, Razis Metlaine                      | 7. února 2008   | 14. července 2011 |
| 28           | 8         | Eaux profondes       | Hluboká voda    | Gilles Béhat        | Stanislas Carré de Malberg, Olivier Fox                         | 14. února 2008  | 7. července 2011  |
| 29           | 9         | QI 149               | IQ 149          | Christophe Barbier  | Laurent Vivier                                                  | 21. února 2008  | 21. července 2011 |
| 30           | 10        | Lumière morte        | Smrtící světlo  | Christophe Barbier  | Laurent Vivier                                                  | 21. února 2008  | 28. července 2011 |

### Čtvrtá řada (2008–2009)
| Č. v seriálu | Č. v řadě | Původní název        | Český název        | Režie              | Scénář                                                                       | Premiéra na TF1 | Premiéra na ČT     |
| ------------ | --------- | -------------------- | ------------------ | ------------------ | ---------------------------------------------------------------------------- | --------------- | ------------------ |
| 31           | 1         | À fleur de peau      | Nervy k prasknutí  | Hervé Renoh        | Christophe Joaquin, Nicolas Simonin a Benjamin Dupont-Jubien                 | 4. září 2008    | 4. srpna 2011      |
| 32           | 2         | Météore Express      | Meteority          | Alain Choquart     | Stéphane Carrié a Nadège de Miroschedji                                      | 4. září 2008    | 11. srpna 2011     |
| 33           | 3         | Trait pour trait     | Přesný zásah       | Christophe Barbier | Claire Barre a Vincent Robert                                                | 11. září 2008   | 18. srpna 2011     |
| 34           | 4         | Anonymat garanti     | Zaručená anonymita | Jean-Marc Seban    | Patrick Renault                                                              | 11. září 2008   | 25. srpna 2011     |
| 35           | 5         | Angle mort           | Hluchý prostor     | Alain Choquart     | Christophe Joaquin, Nicolas Simonin, Laurent Vivier a Benjamin Dupont-Jubien | 18. září 2008   | 1. září 2011       |
| 36           | 6         | Chasse à l'homme     | Hon na člověka     | Eric Le Roux       | Laurent Vivier a Benjamin Dupont-Jubien                                      | 18. září 2008   | 6. září 2011       |
| 37           | 7         | Dernier Acte         | Poslední dějství   | Christophe Barbier | Benjamin Dupont-Jubien a Delinda Jacobs                                      | 25. září 2008   | 13. září 2011      |
| 38           | 8         | Partout où tu ira    | Všude s tebou      | Jean-Marc Seban    | Stéphane Carrié, Delinda Jacobs a Benjamin Dupont-Jubien                     | 25. září 2008   | 20. září 2011      |
| 39           | 9         | Tueur présumé        | Domnělý vrah       | Alexandre Laurent  | Laurent Vivier                                                               | 26. března 2009 | 1. listopadu 2011  |
| 40           | 10        | Sang froid           | Chladnokrevně      | Eric Le Roux       | Claire Barre, Benjamin Dupont-Jubien a Vincent Robert                        | 26. března 2009 | 4. října 2011      |
| 41           | 11        | Nuit blanche         | Bílá noc           | Jérôme Navarro     | Benjamin Dupont-Jubien a Patrick Renault                                     | 2. dubna 2009   | 25. října 2011     |
| 42           | 12        | Boomerang            | Bumerang           | Alain Choquart     | Natascha Cucheval, Karin Spreuzkouski a Benjamin Dupont-Jubien               | 2. dubna 2009   | 27. září 2011      |
| 43           | 13        | Cercueil volant      | Letící rakev       | Christophe Barbier | Delinda Jacobs, Xavier Dounin a Benjamin Dupont-Jubien                       | 9. dubna 2009   | 18. října 2011     |
| 44           | 14        | Tu seras un homme    | Bude z tebe chlap  | François Guérin    | ?                                                                            | 9. dubna 2009   | 11. října 2011     |
| 45           | 15        | À l'ombre du paradis | Ve stínu ráje      | Christophe Barbier | Claire Barre, Vincent Robert a Emilie Clamart-Marsollat                      | 16. dubna 2009  | 8. listopadu 2011  |
| 46           | 16        | Bonnes Manières      | Vybrané chování    | Alain Choquart     | Stéphane Carrié, Nadège de Miroschedji a Benjamin Dupont-Jubien              | 16. dubna 2009  | 15. listopadu 2011 |

### Pátá řada (2009–2010)
| Č. v seriálu | Č. v řadě | Původní název                | Český název       | Režie             | Scénář | Premiéra na TF1   | Premiéra na ČT     |
| ------------ | --------- | ---------------------------- | ----------------- | ----------------- | --- | ----------------- | ------------------ |
| 47           | 1         | Mise a l'épreuve, 1re partie | Nové důkazy 1/2   | Eric LaRoux       | Stéphane Kaminka, Patrick Renault, Benjamin Dupont-Jubien, Karin Spreuzkouski, Krystel Bazex a Julie Boucher | 15. října 2009    | 22. listopadu 2011 |
| 48           | 2         | Mise a l'épreuve, 2e partie  | Nové důkazy 2/2   | Eric LaRoux       | Stéphane Kaminka, Benjamin Dupont-Jubien, Patrick Renault, Karin Spreuzkouski, Krystel Bazex a Julie Boucher | 15. října 2009    | 29. listopadu 2011 |
| 49           | 3         | Profession de foi            | Řeholní slib      | Alexandre Laurent | Delinda Jacobs a Benjamin Dupont-Jubien                                                                      | 22. října 2009    | 6. prosince 2011   |
| 50           | 4         | Alibis                       | Alibi             | Jean-Marc Seban   | Karin Spreuzkouski & Emilie Clamart-Marsollat                                                                | 22. října 2009    | 9. ledna 2012      |
| 51           | 5         | People                       | Bulvár            | François Guérin   | Emilie Clamart-Marsollat                                                                                     | 29. října 2009    | 13. prosince 2011  |
| 52           | 6         | Les Fleurs du mal            | Květy zla         | Jean-Marc Thérin  | Patrick Renault, Bruno Ore, Denis Lima a Benjamin Dupont-Jubien                                              | 29. října 2009    | 2. ledna 2012      |
| 53           | 7         | Parade mortelle              | Smrt na přehlídce | François Guérin   | Stéphane Carrié a Benjamin Dupont-Jubien                                                                     | 5. listopadu 2009 | 23. ledna 2012     |
| 54           | 8         | Feu intérieur                | Vnitřní oheň      | Jérôme Navarro    | Benjamin Dupont-Jubien                                                                                       | 5. listopadu 2009 | 16. ledna 2012     |
| 55           | 9         | Pressing                     | Prádelna          | Alexandre Laurent | Nadège de Miroschedji, Benjamin Dupont-Jubien, Stéphane Kaminka a Krystel Bazex                              | 1. dubna 2010     | 30. ledna 2012     |
| 56           | 10        | Dernier Voyage               | Poslední cesta    | Jean-Marc Thérin  | Benjamin Dupont-Jubien, Xavier Dounin, Stéphane Kaminka a Krystel Bazex                                      | 1. dubna 2010     | 6. února 2012      |
| 57           | 11        | Plus belle que moi           | Krásnější než já  | François Guérin   | Emilie Clamart-Marsollat, Stéphane Kaminka a Krystel Bazex                                                   | 8. dubna 2010     | 13. února 2012     |
| 58           | 12        | Noces de sang                | Krvavá svatba     | Vincent Giovanni  | Patrick Renault, Benjamin Dupont-Jubien, Stéphane Kaminka a Krystel Bazex                                    | 8. dubna 2010     | 20. února 2012     |
| 59           | 13        | Dans la ligne de mire        | Na mušce          | Jean-Marc Thérin  | Stéphane Carrié, Benjamin Dupont-Jubien, Stéphane Kaminka a Krystel Bazex                                    | 15. dubna 2010    | 5. března 2012     |
| 60           | 14        | Explosif                     | Výbuch            | Alexandre Laurent | Olivier Fox, Benjamin Dupont-Jubien, Stéphane Kaminka a Krystel Bazex                                        | 15. dubna 2010    | 27. února 2012     |
| 61           | 15        | Retraite anticipée           | Předčasný důchod  | Alexandre Laurent | Delinda Jacobs, Bemjamin Dupont-Jubien, Stéphane Kaminka a Krystel Bazex                                     | 22. dubna 2010    | 12. března 2012    |
| 62           | 16        | Sous Pression                | Pod tlakem        | Eric La Roux      | Emilie Clamart-Marsollat a Krystel Bazex                                                                     | 29. dubna 2010    | 19. března 2012    |

### Šestá řada (2010–2011)
| Č. v seriálu | Č. v řadě | Původní název       | Český název               | Režie              | Scénář                                                                           | Premiéra na TF1   | Premiéra na ČT    |
| ------------ | --------- | ------------------- | ------------------------- | ------------------ | -------------------------------------------------------------------------------- | ----------------- | ----------------- |
| 63           | 1         | Revivre encore      | Nová identita             | Alexandre Laurent  | Stéphanie Cotta, Stanuslas de Mallberg, Benjamin Dupont-Jubien                   | 9. prosince 2010  | 2. srpna 2013     |
| 64           | 2         | Retour de flammes   | Plameny minulosti         | Jean-Marc Thérin   | ?                                                                                | 16. prosince 2010 | 26. července 2013 |
| 65           | 3         | Requiem assassin    | Vražedné rekviem          | Jean-Marc Thérin   | Benjamin Dupont-Jubien, Patrick Renault                                          | 5. května 2011    | 9. srpna 2013     |
| 66           | 4         | Coup de sang        | Není mrtvice jako mrtvice | Julien Despaux     | Emilie Clamart-Marsollat, Karin Spreuzkouski                                     | 5. května 2010    | 19. července 2013 |
| 67           | 5         | À la vie, à la mort | Na život a na smrt        | Julien Despaux     | Karin Spreuzkouski, Emilie Clamart-Marsollat                                     | 12. května 2011   | 16. srpna 2013    |
| 68           | 6         | Mort suspecte       | Podezřelá smrt            | Jean-Mark Rudnicki | Emilie Clamart-Marsollat, Benjamin Dupont-Jubien                                 | 12. května 2011   | 23. srpna 2013    |
| 69           | 7         | Zone rouge          | Červené pásmo             | Alexandre Laurent  | Nicolas Jean, Grégoire Demaisson, Benjamin Dupont-Jubien, Jean-Mark Rudnicki     | 19. května 2011   | 6. září 2013      |
| 70           | 8         | Sur le vif          | Naživo!                   | Jean-Marc Rudnicki | Laurent Vivier, Franck Calderon                                                  | 19. května 2011   | 20. září 2013     |
| 71           | 9         | Fou d'amour         | Zamilovaný blázen         | Eric La Roux       | Delinda Jacobs, Frederika Patard                                                 | 26. května 2011   | 27. září 2013     |
| 72           | 10        | Temps mort          | Oddechový čas             | Julien Despoux     | Nadège de Miroschedji, Emilie Clamart-Marsollat, Robin Bataraud, Franck Calderon | 26. května 2011   | 13. září 2013     |

### Sedmá řada (2012)
| Č. v seriálu | Č. v řadě | Původní název          | Český název                 | Režie                      | Scénář                                                           | Premiéra na TF1 | Premiéra na ČT     |
| ------------ | --------- | ---------------------- | --------------------------- | -------------------------- | ---------------------------------------------------------------- | --------------- | ------------------ |
| 73           | 1         | En plein cœur          | Trefa do černého            | Yann Le Gal                | Yann Le Gal, Stéphane Kaminka                                    | 16. února 2012  | 4. října 2013      |
| 74           | 2         | Des lendemains sombres | Pochmurné zítřky            | Eric La Roux               | Yann Le Gal, Stéphane Kaminka                                    | 16. února 2012  | 11. října 2013     |
| 75           | 3         | Diamant bleu           | Modrý diamant               | Thierry Boutiller          | Franck Calderon, Virgile Brami, France Colbert, Stéphane Kaminka | 23. února 2012  | 18. října 2013     |
| 76           | 4         | Magie noire            | Černá magie                 | Julien Zidi                | Ida Mortemart, Stéphane Kaminka                                  | 23. února 2012  | 8. listopadu 2013  |
| 77           | 5         | Le Prix d'excellence   | Cena za vynikající prospěch | Hérve Brami                | Yann Le Gal                                                      | 1. března 2012  | 25. října 2013     |
| 78           | 6         | Toile de maître        | Mistrovo plátno             | Julien Zidi                | Sophie Baren, Yann Le Gal                                        | 1. března 2012  | 1. listopadu 2013  |
| 79           | 7         | Taxi de nuit           | Noční taxi                  | Claire de la Rochefoucauld | Yann Le Gal                                                      | 8. března 2012  | 22. listopadu 2013 |
| 80           | 8         | Coup de feu            | Výstřel                     | Claire de la Rochefoucauld | Ingrid Desjours, Yann Le Gal                                     | 8. března 2012  | 15. listopadu 2013 |

### Osmá řada (2013)
| Č. v seriálu | Č. v řadě | Původní název             | Český název            | Režie                      | Scénář                                        | Premiéra na TF1 | Premiéra na ČT     |
| ------------ | --------- | ------------------------- | ---------------------- | -------------------------- | --------------------------------------------- | --------------- | ------------------ |
| 81           | 1         | L'Ombre du passé          | Stín minulosti         | Hervé Renoh                | Virgile Brami, Yann Le Gal                    | 10. ledna 2017  | 20. prosince 2013  |
| 82           | 2         | Londres/Paris             | Londýn - Paříž         | Alexandre Laurent          | Yann Le Gal                                   | 10. ledna 2013  | 29. listopadu 2013 |
| 83           | 3         | A bout de course          | U konce s dechem       | Julien Zidi                | Basile Minatchy, Emanuelle Scali, Yann Le Gal | 17. ledna 2013  | 13. prosince 2013  |
| 84           | 4         | Cendrillon et Compagnie   | Popelka a její družina | René Mazor                 | Nadège de Miroschedji, Yann Le Gal            | 17. ledna 2013  | 10. ledna 2014     |
| 85           | 5         | Le Revenant               | Fantóm                 | Claire de la Rochefoucauld | Ide Mortemart                                 | 24. ledna 2013  | 17. ledna 2014     |
| 86           | 6         | Le Temps qu'il nous reste | Čas, který nám zbývá   | Alain Brunard              | France Corbet, Alexia de Oliveira Gomez       | 24. ledna 2013  | 6. prosince 2013   |
| 87           | 7         | La Femme de l'ombre       | Tajemná žena           | Claire de la Rochefoucauld | Virgile Brami                                 | 31. ledna 2013  | 31. ledna 2014     |
| 88           | 8         | Nature morte              | Zátiší                 | Thierry Bouteiller         | Emilie Clamart-Marsollat, Yann Le Gal         | 31. ledna 2013  | 14. února 2014     |
| 89           | 9         | Eaux troubles             | Podvodník              | Gilles Mailard             | Ingrid Desjours, Medhi Ouahab                 | 7. února 2013   | 7. února 2014      |
| 90           | 10        | Mauvaise Foi              | Kalné vody             | Julien Zidi                | Laurent Vivier, Yann Le Gal                   | 7. února 2013   | 24. ledna 2014     |
| 91           | 11        | La Menace                 | Ohrožení               | Hervé Brami                | Virgile Brami, Yann Le Gal                    | 21. února 2013  | 21. února 2014     |
| 92           | 12        | Double Jeu                | Dvojí hra              | Hervé Brsmi                | Virgile Brami, Yann Le Gal                    | 21. února 2013  | 28. února 2014     |

### Devátá řada (2014)
| Č. v seriálu | Č. v řadě | Původní název                     | Český název        | Režie         | Scénář                                        | Premiéra na TF1 | Premiéra na ČT |
| ------------ | --------- | --------------------------------- | ------------------ | ------------- | --------------------------------------------- | --------------- | -------------- |
| 93           | 1         | Les Cercueils de pierre, partie 1 | Kamenné hroby 1/2  | Hervé Brami   | Christian Mouchart, Patrick Triangle          | 30. ledna 2014  | 20. ledna 2016 |
| 94           | 2         | Les Cercueils de pierre, partie 2 | Kamenné hroby 2/2  | Hervé Brami   | Christian Mouchart, Patrick Triangle          | 30. ledna 2014  | 26. ledna 2016 |
| 95           | 3         | Aux abois                         | V posledním tažení | Julien Zidi   | Basile Minatchy, Emanuelle Scali, Yann Le Gal | 6. února 2014   | 2. února 2016  |
| 96           | 4         | Secret de famille                 | Rodinné tajemství  | Julien Zidi   | France Corbet                                 | 6. února 2014   | 27. ledna 2016 |
| 97           | 5         | La Gorgone                        | Gorgona            | Julien Zidi   | Mehdi Ouahab                                  | 13. února 2014  | 9. února 2016  |
| 98           | 6         | Le Rat et la Danseuse             | Krysa a tanečnice  | Olivier Barma | Jean-Marie Chavent, Thomas Luntz              | 13. února 2014  | 3. února 2016  |
| 99           | 7         | Chute libre, partie 1             | Volný pád 1/2      | Hervé Brami   | Laure de Corbet, Alexandra Julhiet            | 20. února 2014  | 10. února 2016 |
| 100          | 8         | Chute libre, partie 2             | Volný pád 2/2      | Hervé Brami   | Christian Mouchart, Patrick Triangle          | 20. února 2014  | 16. února 2016 |